# Bourscheid, Luxemburg
Bourscheid (franska) (luxemburgiska: Buerschent lyssna (fil), tyska: Burscheid) är en ort i kantonen Diekirch i nordöstra Luxemburg. Den är huvudort i kommunen med samma namn och ligger cirka 33,5 kilometer norr om staden Luxemburg. Orten har 463 invånare (2022).